# Fibrat
En geometria, un fibrat o feix fibrat és una funció contínua suprajectiva π, d'un espai topològic V a un altre espai topològic B, que satisfà una altra condició que ho fa d'una manera particularment simple localment. Introduint un altre espai topològic F, utilitzem la funció de projecció de B × F → B com a model. Per exemple en el cas d'un fibrat vectorial, F és un espai vectorial sobre els nombres reals. Un dels usos primaris dels fibrats és a la teoria de gauge.

## Definició
Un fibrat consisteix en una quaterna {\displaystyle (E,B,\pi ,F)}, on E, B i F són varietats i {\displaystyle \pi :E\longrightarrow B} és una aplicació contínua i suprajectiva, de manera que s'ha de complir que qualsevol element {\displaystyle \alpha \in B} té un entorn {\displaystyle U_{\alpha }} dins de B, tal que {\displaystyle \pi ^{-1}(U_{\alpha })} és homeomorf a {\displaystyle U_{\alpha }\times F}, d'una manera que {\displaystyle \pi } transporta a la projecció sobre el primer factor (és a dir, si {\displaystyle p:U_{\alpha }\times F\longrightarrow U_{\alpha }} satisfà {\displaystyle p(i,f)=i} qualsevol que siguin {\displaystyle i\in U_{\alpha }} i {\displaystyle f\in F}). A més s'exigeix que {\displaystyle \phi _{\alpha }:\pi ^{-1}(U_{\alpha })\longrightarrow U_{\alpha }\times F} sigui un homeomorfisme. Així {\displaystyle \pi =p\circ \phi _{\alpha }}.
La varietat B es denomina espai de base del fibrat, E es diu espai total, per a tota {\displaystyle x\in B} el conjunt {\displaystyle \pi ^{-1}(x)} es diu la fibra en x i la funció {\displaystyle \pi } s'anomena la funció de projecció.

## Exemples
Cada funció de projecció natural p: B × F → B és un fibrat. Els fibrats com aquests es diuen els fibrats trivials. Un exemple estàndard, localment trivial però no (globalment) trivial és la banda de Möbius com L, en la qual B es pot prendre com un cercle i F un segment de línia. La torçada de la cinta és evident només globalment, mentre que localment l'estructura de la cinta defineix la topologia. Cada fibrat vectorial és un fibrat; aquí F és un espai vectorial sobre els nombres reals. Per qualificar com fibrat vectorial, les transicions que relacionen els entorns localment trivials hauran de ser lineals també. Cada espai recobridor) és un fibrat, aquí l'espai fibra F és discret.
Cada fibrat π: L → B és una funció oberta, ja que les projeccions de productes cartesians són funcions obertes.

## Seccions
Una secció d'un fibrat és una funció contínua,  f : B → E tal que π(f(x)) = x, per a tot element x de B. Com que els fibrats en general no tenen seccions, un dels propòsits de la teoria és explicar la seva existència. Això condueix a la teoria de les classes característiques a topologia algebraica.